# Andreas Harlaß
Andreas Albrecht Harlaß (* 1961 in Karl-Marx-Stadt) ist ein rechtsextremer deutscher Autor, Redakteur sowie Politiker der Alternative für Deutschland. Er ist Pressesprecher der AfD Sachsen und Beisitzer im Landesvorstand der AfD Sachsen und war Pressesprecher der AfD-Fraktion im Sächsischen Landtag.

## Werdegang
Andreas Harlaß ist gelernter Koch und diente vier Jahre lang als Soldat auf einem Minensucher der NVA. Von 1990 bis 2014 arbeitete er als Journalist unter anderem für die BILD in Dresden und die neurechte Wochenzeitung Junge Freiheit. Seit November 2014 ist er Leiter der Abteilung für Presse- und Öffentlichkeitsarbeit der AfD-Fraktion im Sächsischen Landtag. Im Jahr 2018 wurde er als Pressesprecher erstmals in den Vorstand des sächsischen Landesverbandes der AfD gewählt, der als besonders Flügel-nah galt. Harlaß zeichnet unter anderem für die Blaue Landespost verantwortlich, die Online-Zeitung der AfD in Sachsen.
Bei der Landtagswahl in Sachsen 2019 trat Harlaß im Wahlkreis Dresden 6 an, verfehlte aber den Einzug in das Landesparlament. Er erhielt mit 26,9 Prozent der Direktstimmen das zweitbeste Ergebnis in seinem Wahlkreis und musste sich nur dem Kandidaten der CDU geschlagen geben.
Harlaß wurde von der AfD zum Direktkandidaten zur Bundestagswahl 2021 für den Wahlkreis Dresden II - Bautzen II gewählt. Der Listenparteitag wählte Harlaß zudem auf Platz 5 der sächsischen Landesliste. Harlaß erreichte bei beiden Kandidaturen jedoch nicht die erforderliche Anzahl von Stimmen und verfehlte somit den Einzug in den Bundestag. In seinem Wahlkreis unterlag Harlaß gegen den CDU-Kandidaten Lars Rohwer mit insgesamt 35 Stimmen Unterschied, wovon vier Stimmen bei einer nachträglichen Auszählung hinzugekommen waren. Trotz des korrigierten Wahlergebnisses erhob Harlaß Einspruch und forderte eine erneute Auszählung der Stimmen, beteuerte jedoch, niemandem Wahlbetrug unterstellen zu wollen, und dass die Wiederholung der Auszählung für ihn bloß eine Sicherstellung sei, dass den Wahlhelfern kein Fehler unterlaufen sei. Im November 2021 legte Harlaß eine Wahlbeschwerde beim Wahlprüfungsausschuss des Bundestags ein und forderte erneut, die Stimmen nochmals auszuzählen, und erhielt in seinem Vorhaben Unterstützung seines Rechtsbeistands Joachim Keiler von der AfD Sachsen.

## Positionen
Im September 2014 veröffentlichte Harlaß einen Kommentar in der Jungen Freiheit, in dem er die deutsche Alleinschuld am Zweiten Weltkrieg infrage stellte. Harlaß suggerierte in dem Artikel, das Deutsche Reich sei mit seinem Überfall auf Polen 1939 einem polnischen Angriffskrieg zuvorgekommen.
Harlaß fiel in den vergangenen Jahren immer wieder mit rechtsextremen und neuheidnischen Symbolen auf. Auf Facebook postete er im November 2017 das Bild eines sogenannten Julleuchters und machte das Foto zeitweilig zu seinem Titelbild. Julleuchter wurden in der Zeit des Nationalsozialismus von Heinrich Himmler an ausgewählte Angehörige der SS verschenkt. Himmler wollte damit christliche Weihnachtsrituale verdrängen. Hergestellt wurden die Leuchter von Häftlingen der Konzentrationslager Dachau und Neuengamme. Harlaß sagte der Frankfurter Rundschau, der Julleuchter sei ein Erbstück seiner Eltern. Der Zeitung zufolge drohte Harlaß der Redaktion mit den Worten: „Sollten Sie in irgendeiner Form zu konstruieren versuchen, dass ich eine besondere Nähe zur als verbrecherische Organisation eingestuften SS hege, werde ich juristische Schritte gegen Sie und Ihr Blatt einreichen – Schadenersatz-Klage inklusive.“ Der Historikerin Kirsten John-Stucke zufolge handelt es sich bei Harlaß' Julleuchter eindeutig um „ein Replikat eines SS-Julleuchters“.
Auch dem MDR drohte Harlaß bereits mit juristischen Schritten, falls die Redaktion ein Gespräch mit ihm über seine Affinität zu rechtsextremen Symbolen sende. Der Sender hatte unter anderem über einen Facebook-Beitrag von Harlaß berichtet, in dem eine Schwarze Sonne in seinem Wohnzimmer zu sehen war. Harlaß zeigte sich zudem mehrfach in einem Poloshirt aus dem Neonazi-Versandhandel Artam, dem Onlineshop der sogenannten Artgemeinschaft. Dabei handelt es sich laut Bundesregierung um die „größte deutsche neonazistische Vereinigung mit völkischer, rassistischer, antisemitischer sowie antichristlicher Ausprägung“. An Heiligabend 2017 postete Harlaß auf Facebook einen Auszug aus dem „Hausbuch Deutsche Weihnacht“. Das Buch wird von dem Rechtsextremisten Dietmar Munier herausgegeben.
Nach dem Anschlag in Halle, bei dem der Attentäter ein Massaker in einer Synagoge verüben wollte und zwei Menschen ermordete, postete Harlaß auf Facebook: „Nur mal zur Erinnerung. Der Psycho von Halle hat Deutsche erschossen, keine Semiten.“ AfD-Bundessprecher Tino Chrupalla bewertete diese Aussage als „inakzeptablen Einzelfall“.
Laut einem Urteil des Amtsgerichts Dresden darf Harlaß als Neonazi sowie als Vertreter der NS-Rassenideologie bezeichnet werden. Harlaß verkündete nach dem Urteil, gegen dieses in die nächste Instanz gehen zu wollen, was er allerdings nie tat, und beteuerte, dass Neonazis oder Faschisten die Demokratie als Gesellschaftsform ablehnen würden, was er hingegen jedoch nicht tun würde. Das Urteil betrachtete er als falsch, akzeptierte dies aber ohne Rechtsmittel einzulegen.
Zudem berichtete die Welt, dass laut den Aussagen von Mitarbeitern Harlaß im Jahr 2013 ein Messing-Stück in Form einer Patrone in der Redaktion der Dresdner Bild-Zeitung zeigte. Auf dieser sei „Meine Ehre heißt Treue“ eingraviert gewesen, der nach § 86a StGB strafbewehrte Wahlspruch der SS. Harlaß behauptete, dass die Gravur „Meine Ehe heißt Reue“ geheißen hätte.

## Strafverfahren
Das Amtsgericht Dresden erließ gegen Harlaß 2022 einen Strafbefehl in Höhe von 100 Tagessätzen zu je 30 € wegen Volksverhetzung in zwei Fällen, wogegen Harlaß jedoch Rechtsmittel einlegte. Das Amtsgericht, sprach ihn zwar am 27. Juni 2023 in einem der beiden Fälle frei, verurteilte ihn jedoch wegen Volksverhetzung in einem Fall zu 90 Tagessätzen à 100 €, wogegen Harlaß wiederum Rechtsmittel ankündigte. Am 25. Juni 2024 wurde Harlaß von dem Vorwurf der Volksverhetzung freigesprochen.